# Hussain Shae'an
Hussain Shae'an (Riad, Arabia Saudita; 23 de mayo de 1989) es un futbolista de Arabia Saudita que juega en la posición de guardameta con el Al-Okhdood Club de la Liga Profesional Saudí.

## Carrera

### Club
| Periodo   | Club                   | Apariciones | Goles |
| --------- | ---------------------- | ----------- | ----- |
| 2008–2009 | Ettifaq FC             | 6           | 0     |
| 2009-2014 | Al-Shabab FC           | 14          | 0     |
| 2014      | → Al-Hilal FC (cedido) | 3           | 0     |
| 2014–2018 | Al-Nassr               | 33          | 0     |
| 2018–2021 | Al-Taawoun             | 4           | 0     |
| 2021–2023 | Al-Shabab FC           | 0           | 0     |
| 2023–     | Al-Okhdood Club        | 0           | 0     |

### Selección nacional
Jugó para Arabia Saudita en una ocasión en 2012 y estuvo en la Copa Asiática 2011.

## Logros
- Liga Profesional Saudí (1): 2011-12
- Copa del Rey de Campeones (3): 2008, 2009, 2019
- Copa Federación de Arabia Saudita (2): 2009, 2010